# Eberhard Zangger

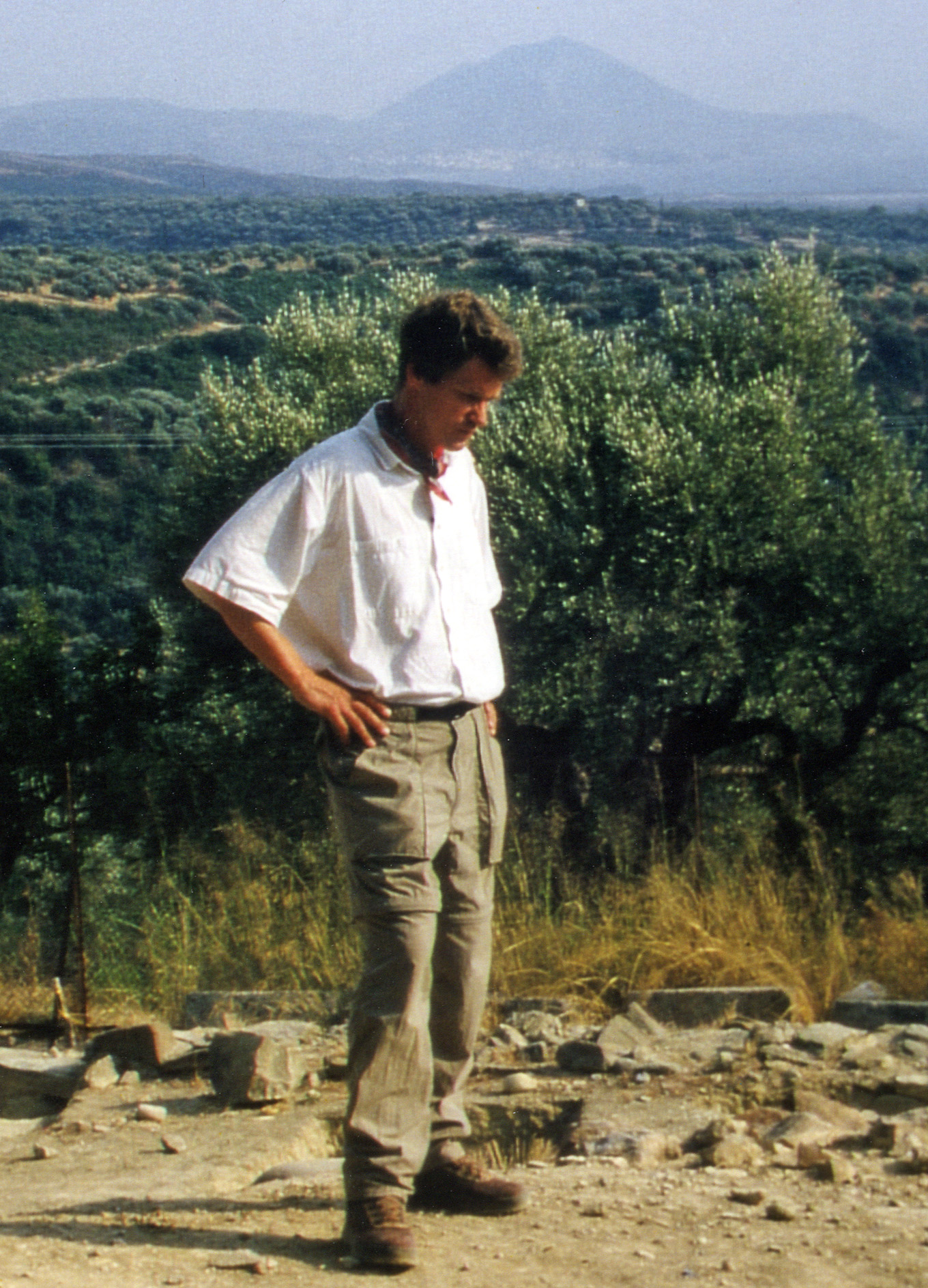
Eberhard Zangger pendant le travail de terrain sur le site du Palais de Nestor à Pylos, en 1998.

Eberhard Zangger (né le 9 avril 1958 à Kamen, en Allemagne) est un géologue, archéologue et anthropologue germano-suisse, connu pour intégrer des méthodologies des sciences naturelles et sociales afin d'étudier les cultures protohistoriques de la Méditerranée orientale. Il est le fondateur et le président des Luwian Studies, une fondation internationale à but non lucratif créée en 2014 pour promouvoir la recherche sur les cultures de l'Âge de Bronze de l'Anatolie occidentale.

## Jeunesse et éducation
De 1974 à 1976, Eberhard Zangger a commencé sa carrière par deux années de formation en tant qu'assistant technique au Musée d'Histoire Naturelle de Senckenberg à Francfort-sur-le-Main, suivies de deux autres années en tant que préparateur géologique à l'École de Préparation de Bochum (1976–1978). Il a ensuite passé deux ans au Musée Minier Allemand de Bochum, contribuant à la recherche sur les effets de la pollution de l'air sur l'art et les monuments culturels. Zangger a étudié la géologie et la paléontologie à l'Université de Kiel et a reçu une bourse nationale, internationale et doctorale de la Fondation Allemande pour les Bourses Académiques. En 1988, il a complété son doctorat à l'Université de Stanford avec une dissertation intitulée « Évolution du paysage de la plaine d'Argos (Grèce) : Paléoécologie, histoire du dépôt holocène et changement côtier ».
Après son doctorat, de 1988 à 1991, Zangger a travaillé comme chercheur associé senior sur l'Étude Globale des Flux Océaniques Jointe au Département des Sciences de la Terre, Université de Cambridge, se concentrant sur le changement environnemental global. Plus tard, de 2020 à 2024, il poursuit ses études à l'Université de Harvard, obtenant un Master of Liberal Arts (ALM) en Études d'Extension, dans le domaine de l'Anthropologie et de l'Archéologie.

## Géoarchéologie
Les recherches d'Eberhard Zangger se concentrent sur les interactions dynamiques entre la culture humaine et son environnement naturel. Depuis 1982, il est activement impliqué dans le domaine de la géoarchéologie, contribuant à de nombreuses découvertes et projets de recherche, y compris :
- La reconstruction de la côte préhistorique de Dimini dans la Grèce centrale néolithique[4].
- L'extension du Lac Lernéen dans la plaine d'Argos[5].
- La datation et la fonction des détournements de rivière mycéniens à Tirynthe[6].
- L'expansion de la ville basse de Tirynthe et le caractère insulaire d'Asiné[7].
- Le port artificiel du Palais de Nestor à Pylos, doté d'un mécanisme innovant de rinçage à l'eau douce[8].
- La construction d'un barrage et d'un réservoir faits par l'homme à Monastiraki minoen en Crète centrale.

Les recherches de Zangger ont démontré que presque toutes les citadelles mycéniennes disposent d'une infrastructure hydraulique avancée, telle que des barrages, des réservoirs, des détournements de rivières et des ports artificiels. Contrairement aux théories dominantes, Zangger soutient que les catastrophes naturelles sont souvent surévaluées comme catalyseurs de bouleversements culturels. Par exemple, il a fourni des preuves que l'éruption du volcan de Santorin au XVIIe siècle av. J.-C. n'a pas causé de collapse de la caldeira et, par conséquent, n'aurait pas pu déclencher un tsunami.
Zangger plaide pour une plus grande intégration des sciences naturelles dans la recherche archéologique et souligne l'importance de l'étude de l'urbanisme et de l'ingénierie hydraulique pour approfondir notre compréhension des sociétés anciennes.

### La Culture Luwienne
Les recherches d'Eberhard Zangger se concentrent sur l'explication de l'effondrement des civilisations dans la Méditerranée orientale autour de 1200 av. J.-C., en l'attribuant à l'influence de petits États de l'Anatolie occidentale, tels qu'Arzawa, Mira, Wilusa, Lukka et le pays du fleuve Seha, mentionnés dans les sources hittites. Il a inventé le terme « culture luwienne » pour décrire cette région, située entre les royaumes mycéniens de Grèce et le royaume hittite en Anatolie centrale.
Depuis 1992, Zangger soutient que les petits États de l'Anatolie occidentale étaient au moins aussi puissants économiquement que les royaumes mycéniens pendant l'Âge du Bronze tardif. Il affirme en outre que ces États, majoritairement luwiphones et luwiécrivains, constituent un défi significatif à la dominance hittite en Asie Mineure, potentiellement par le biais d'une coalition militaire temporaire.
En avril 2014, Zangger a fondé la fondation internationale à but non lucratif Luwian Studies, qui, selon le registre commercial du canton de Zurich, est destinée à « la recherche et la diffusion des connaissances sur le deuxième millénaire avant J.-C. en Asie Mineure occidentale ». Le conseil de la fondation comprend Ivo Hajnal, Jorrit Kelder, Jörg Mull, Matthias Oertle et Jeffrey Spier.
En mai 2016, la fondation a lancé un site web trilingue (allemand, anglais et turc), servant de plateforme pour l'engagement public et universitaire. Simultanément, Zangger a publié en allemand « La Civilisation Luwienne : le chaînon manquant de l'Âge du Bronze égéen », qui a introduit les contributions culturelles et économiques de la région à un public plus large. En 2022, la fondation a publié un volume complet des actes des sessions conduites lors de la conférence annuelle de l'Association Européenne des Archéologues en 2019.
En novembre 2024, Luwian Studies a dévoilé un système innovant de gestion de bases de données sur son site web, documentant 483 sites connus associés à la culture luwienne. Cet outil permet une analyse scientifique détaillée des établissements et souligne l'importance centrale de la région dans la recherche sur l'Âge du Bronze.

### Troie et Atlantide
En 1992, Eberhard Zangger a proposé que le récit de Platon sur l'Atlantide pourrait être basé sur une interprétation égyptienne de la guerre de Troie. Son argument repose sur de nombreux parallèles entre la civilisation mycénienne et les descriptions de Platon de la civilisation qui a fait la guerre à l'Atlantide. Zangger a comparé la mémoire de la guerre de Troie au conflit entre la Grèce et l'Atlantide, identifiant des vestiges de ports artificiels et de systèmes de gestion de l'eau dans la plaine inondable moderne.
Dans un article de 1993 publié dans l’Oxford Journal of Archaeology, Zangger a présenté une liste exhaustive de similitudes entre la représentation de l'Atlantide par Platon et les récits anciens de Troie, offrant de nouvelles perspectives sur la pertinence historique du récit de l'Atlantide,.
Le modèle de Zangger a initialement suscité l'intérêt parmi les préhistoriens, notamment ceux qui se concentrent sur le paysage archéologique, car il fournissait des explications pour des découvertes énigmatiques sans introduire d'éléments spéculatifs. Cependant, son interprétation historiciste du texte de Platon a été largement rejetée par les philologues classiques. Malgré cette critique, le travail de Zangger s'aligne sur celui du savant grec Marcelle Laplace, qui a également reconnu des parallèles entre les guerres impliquant l'Atlantide et Troie, les décrivant comme évidents.
En 1998, Zangger a proposé une étude géophysique aérienne de la plaine de Troie en collaboration avec l'Institut Fédéral des Géosciences et des Ressources Naturelles à Hanovre, en Allemagne, pour identifier les couches de peuplement et les bassins des ports artificiels. Cependant, le ministère de la Culture et du Tourisme de la République de Turquie a refusé l'autorisation pour le projet. En 2017, Zangger a publié un livre sur les pionniers de l'archéologie préhistorique en Anatolie, détaillant comment les interventions de Manfred Korfmann, alors excavateur de Troie, ont entravé l'enquête proposée. À l'automne 1999, Zangger est devenu consultant en affaires spécialisé dans la communication d'entreprise et les relations publiques. En 2002, il a fondé une agence de création de contenu à Zurich qui s'appelle aujourd'hui Science Communications GmbH.

### Odyssée
Dans son livre The Flood from Heaven (1992), Zangger a proposé une interprétation novatrice de l'Odyssée d'Homère en explorant ses liens avec l'Âge du Bronze tardif et l'effondrement de la civilisation mycénienne. Zangger soutient que le voyage d'Ulysse reflète non seulement des errances mythiques mais aussi un retour en arrière métaphorique au zénith de Troie avant sa destruction. Depuis le XVIIe siècle, les savants ont reconnu que la description par Homère de Schérie, la terre des Phéaciens, présente des parallèles frappants avec l'Atlantide de Platon. Selon Zangger, Ulysse doit s'arrêter à Schérie pour expérimenter la splendeur (de Troie) qu'il a détruite par ses ruses pour entrer dans la ville.
L'analyse a souligné la futilité de la guerre, comme cela se reflète dans les réflexions d'Ulysse sur le conflit troyen et l'effondrement sociétal qui a suivi. Zangger propose que le récit encapsule une critique de l'anarchie aristocratique et du chaos sociétal plus large de la Grèce helladique tardive IIIC (vers 1170 av. J.-C.).

### Peuples de la Mer
Eberhard Zangger a proposé une hypothèse sur le rôle des Peuples de la Mer dans l'effondrement des civilisations de l'Âge du Bronze autour de 1200 av. J.-C., remettant en question les explications traditionnelles. Alors que certaines théories attribuent les bouleversements à des catastrophes naturelles telles que des tremblements de terre ou des changements climatiques, Zangger soutient qu'un conflit militaire impliquant des États luwiens mineurs en Asie Mineure occidentale et le royaume hittite était le catalyseur principal. Selon Zangger, ce conflit a commencé avec des États luwiens, y compris Arzawa et Troie, s'unissant pour libérer Chypre du contrôle hittite en utilisant une flotte navale.
Dans une critique des livres de Zangger The Flood from Heaven et Ein neuer Kampf um Troia dans le Journal of Field Archaeology, l'anthropologue préhistorique américain Daniel Pullen de l'Université d'État de Floride a loué l'approche de Zangger, notant qu'il « applique les rigueurs de la méthodologie scientifique à l'explication de la fin de l'Âge du Bronze dans la Méditerranée orientale ».

## Le Domaine de James Mellaart
En juin 2017, Zangger a reçu des documents inédits provenant de la succession du préhistorien britannique James Mellaart. Le matériel, que Mellaart avait identifié comme particulièrement important, consistait en deux ensembles principaux de documents. Le premier était un dessin de Mellaart représentant une inscription hiéroglyphique luwienne, datée d'environ 1180 av. J.-C. L'inscription originale avait été trouvée en 1878 sur des dalles de calcaire dans le village de Beyköy, à 34 kilomètres au nord d'Afyonkarahisar, en Turquie occidentale. Les notes de Mellaart faisaient également référence à des tablettes de bronze, trouvées à Beyköy à la même époque. Celles-ci étaient inscrites de textes hittites en cunéiforme akkadien (le soi-disant « Texte de Beyköy »). Ces textes détaillent prétendument des événements politiques pendant une grande partie de l'âge du Bronze du point de vue des dirigeants en Asie Mineure occidentale. Cependant, la succession de Mellaart ne contenait que des traductions dactylographiées en anglais des tablettes cunéiformes revendiquées, sans preuve originale des inscriptions.
En décembre 2017, Zangger et le linguiste néerlandais Fred Woudhuizen ont publié les dessins des inscriptions hiéroglyphiques luwiennes dans la revue archéologique néerlandaise Talanta, les baptisant HL Beyköy 2. Début 2018, Zangger a obtenu l'accès à l'ancien bureau de Mellaart dans son appartement du nord de Londres pour enquêter sur l'authenticité des matériaux. Avec Alan, le fils de Mellaart, Zangger a mené un examen approfondi de la succession. L'enquête a révélé que Mellaart avait complètement inventé les « traductions » dactylographiées des textes cunéiformes prétendus. En conséquence, Zangger s'est publiquement distancié de Mellaart et l'a accusé de falsification de documents.
Fred Woudhuizen, qui a coédité l'inscription hiéroglyphique luwienne HL Beyköy 2 avec Zangger, a maintenu que cette partie particulière du matériel était néanmoins authentique et non falsifiée par Mellaart. La communauté savante reste divisée sur la légitimité des découvertes associées à la succession de Mellaart.

## Archéo-astronomie
En juin 2019, Eberhard Zangger, en collaboration avec l'archéologue et astronome Rita Gautschy de l'Université de Bâle, a publié une interprétation révolutionnaire du sanctuaire rupestre hittite de Yazılıkaya à Ḫattuša. Ils ont proposé que la séquence des reliefs rocheux dans la Chambre A fonctionnait comme un calendrier luni-solaire, marquant les événements célestes et la mesure du temps.
Dans un article de suivi en 2021, Zangger et Gautschy, rejoints par l'astronome E. C. Krupp et l'historien antique Serkan Demirel, ont approfondi cette hypothèse. Ils ont interprété Yazılıkaya comme une représentation symbolique du cosmos, englobant quatre horizons statiques : le monde souterrain, la terre, le ciel et la région circumpolaire des cieux. Selon leur analyse, le sanctuaire fusionne l'affichage de la compréhension astronomique avec la pratique religieuse.

## Activités sociales
Dans son roman de 1997, Troja, l'auteur allemand Gisbert Haefs a inclus un personnage nommé « Tsanghar », une référence littéraire à Zangger. Le roman a été inspiré par la théorie de Troie-Atlantide. Zangger est devenu le premier membre allemand du cercle de penseurs de premier plan Edge.org de l'agent littéraire John Brockman.
Depuis 2005, Zangger donne des conférences invitées au Séminaire d'hiver sur la chimie biophysique, la biologie moléculaire et la cybernétique des fonctions cellulaires à Klosters, un événement fondé en 1966 par le lauréat du prix Nobel Manfred Eigen.
Sur une période de trente ans, le magazine allemand Der Spiegel a présenté le travail de Zangger dans dix articles substantiels, y compris une histoire de couverture (53/1998),.
Eberhard Zangger a reçu des bourses de la Fondation Allemande pour les Bourses Académiques et des distinctions académiques telles que le Prix du Doyen pour l'excellente thèse ALM et la Liste du Doyen ALM pour la Réussite Académique à l'Université de Harvard.

## Publications
- The Landscape Evolution of the Argive Plain (Greece). Paleo-Ecology, Holocene Depositional History and Coastline Changes. Thèse de doctorat à l'Université Stanford , University Microfilm International, Ann Arbor, Michigan 1988.
- Prehistoric Coastal Environments in Greece: The Vanished Landscapes of Dimini Bay and Lake Lerna. Journal of Field Archaeology 18 (1): 1-15. 1991.
- The Flood from Heaven – Deciphering the Atlantis Legend. Sidgwick & Jackson, Londres 1992  (ISBN 0-283-06084 0).
- The Geoarchaeology of the Argolid. (Édité par l’Institut archéologique allemand à Athènes), Mann, Berlin 1993  (ISBN 3-7861-1700-4).
- Plato’s Atlantis Account: A distorted recollection of the Trojan War. Oxford Journal of Archaeology 18 (1): 77-87. 1993.
- The Island of Asine: A paleogeographic reconstruction. Opuscula Atheniensa XX.15: 221-239. 1994.
- Ein neuer Kampf um Troia. Archäologie in der Krise. Droemer Knaur, Munich 1994  (ISBN 3-426-26682-2).
- En collaboration avec Michael Timpson, Sergei Yazvenko, Falko Kuhnke y Jost Knauss: The Pylos Regional Archaeological Project; Landscape Evolution and Site Preservation. Hesperia 66 (4): 549-641. 1997.
- Das Atlantis=Troja-Konzept – Auf den Spuren einer versunkenen Kultur in Westkleinasien. Vierteljahresschrift der Naturforschenden Gesellschaft in Zürich 143 (1), 13-23. 1998.
- Die Zukunft der Vergangenheit. Archäologie im 21. Jahrhundert. Schneekluth, Munich 1998  (ISBN 3-7951-1652-X).
- En collaboration avec Michael Timpson, Sergei Yazvenko y Horst Leiermann: Searching for the Ports of Troy. Dans: Philippe Leveau, Frédéric Trément, Walsh Kevin, Barker Graeme (éd.) Environmental Reconstruction in Mediterranean Landscape. Oxford 1999  (ISBN 978-1-900188-63-0).
- Some Open Questions About the Plain of Troia. Dans: Troia and the Troad – Scientific Approaches. Springer, Berlín, 317-324. 2003  (ISBN 3-540-43711-8).